# 450-talet f.Kr.

## Händelser
- Decenniet inleds med att den judiske prästen Esra år 459 f.Kr. samlar ihop en grupp på 5.000 judar och leder dem från Babylon till Jerusalem, en händelse som finns omnämnd i Bibeln. Två år senare bestämmer till och med den persiske kungen Artaxerxes I att Jerusalems stadsledning skall återupprättas.
- Även om kriget mellan Grekland och Persien inte är över ligger det nere för tillfället. Istället strider de grekiska stadsstaterna mot varandra, vilket detta årtionde inleds med att Aten och Megara år 459 f.Kr. allierar sig mot Korinth och hamnar i krig med denna stad. Året därpå bekämpar de Egina och gör denna stad tributskyldig till Aten. År 457 f.Kr. hamnar dock Aten och Sparta i konflikt angående Megara. När spartanska styrkor ämnar slå ner ett uppror mot Thebe i Fokis hindras de av atenarna. Visserligen segrar spartanerna över atenarna i slaget vid Tanagra, men atenarna röner ändå stora framgångar, då de lyckas besegra andra av sina fiender och få med många städer i det attiska sjöförbundet, som Aten är ledare för. År 455 f.Kr. besegras Sparta av Aten igen och atenarna får med ytterligare städer i förbundet. Samma år lider de också nederlag mot perserna i Egypten, där ett uppror mot det persiska styret pågår. Detta uppror slås slutligen ner av perserna året därpå. År 453 f.Kr. stärker Aten sin makt över förbundet än mer, då dess kassa flyttas från ön Delos till Aten. Aten kan, genom sin stora dominans, ombilda förbundet till det Atenska riket. Man lyckas också två år senare få ett formellt slut på stridigheterna mellan de grekiska stadsstaterna, då Aten och Sparta sluter en femårig vapenvila. Istället börjar man nu åter rikta uppmärksamheten mot Persiska riket, som detta år skickar en expedition till Cypern. Den tidigare landsförvisade atenske politikern Kimon tillåts återvända och ger sig år 450 f.Kr. av med en flotta för att hjälpa Cypern samt även de egyptier, som har fortsatt att slåss mot perserna. Han avlider dock under stridigheterna på Cypern.
- År 459 f.Kr. utbryter också stridigheter på Italienska halvön, då romarna och equierna hamnar i strid om staden Tusculum, som romarna, under befäl av Lucius Cornelius Maluginensis, kan återerövra åt dess ursprungliga invånare och strax därefter sluta vapenvila med equierna. Detta varar dock inte länge, eftersom equierna året därpå gör ett försök att erövra staden Rom. Lucius Quinctius Cincinnatus lyckas dock, som romersk diktator föra romarna till seger över equierna i slaget vid Mons Algidus.
- År 458 f.Kr. färdigställer pjäsförfattaren Aischylos sitt trilogiverk Oriestien, vilket vinner första pris i en tävling och får stor betydelse för framtida författare och verk.
- År 457 f.Kr. står Zeustemplet på Olympiaberget färdigt och blir ett av den antika världens sju underverk.
- År 454 f.Kr. tvingas de romerska patricierna att börja reformera stadens lagar, eftersom plebejerna är missnöjda. För detta ändamål skickas en kommission till Aten, för att studera dess lagar. Vid återkomsten inrättar man en styrelse med tio medlemmar, det så kallade decemviratet, som skall utforma den romerska rätten. Den första styrelsens arbete resulterar i de tolv tavlornas lag.

## Födda
- 450 f.Kr.
  - Alkibiades, atensk general och politiker.
  - Lysandros, spartansk fältherre (troligen född detta år)

## Avlidna
- 456 f.Kr. – Aischylos, atensk dramatiker.
- 450 f.Kr. – Kimon, atensk statsman och general.